# Lophodermium pini-pumilae
Lophodermium pini-pumilae är en svampart som beskrevs av Sawada 1952. Lophodermium pini-pumilae ingår i släktet Lophodermium och familjen Rhytismataceae.   Inga underarter finns listade i Catalogue of Life.